# Plélan-le-Petit
Plélan-le-Petit är en kommun i departementet Côtes-d'Armor i regionen Bretagne i nordvästra Frankrike. Kommunen ligger i kantonen Plélan-le-Petit som tillhör arrondissementet Dinan. År 2022 hade Plélan-le-Petit 1 947 invånare.

## Befolkningsutveckling
Antalet invånare i kommunen Plélan-le-Petit
Referens:INSEE